# Яни Капу (станція)
Яни́ Капу́ (крим. Yañı Qapu; рос. Яны Капу; до 1979 — П'ятиозерна, до 2025 — Краснопереко́пськ) — вантажно-пасажирська залізнична станція Кримської дирекції Придніпровської залізниці.

## Історія
Розташована в місті Яни Капу на неелектрифікованій лінії Джанкой — Армянськ між станціями Воїнка (20 км) і Армянськ (19 км).
Станція обладнана двома платформами та 3 коліями. Є зал очікування та квиткові каси.
Станом на початок 2014 року на станції зупинялися такі поїзди далекого сполучення:
- 310 — Сімферополь — Одеса
- 393/394 — Сімферополь — Полоцьк
- 132/133 — Сімферополь — Хмельницький

25 березня 2024 року на сайті Міністерства розвитку громад, територій та інфраструктури України оприлюднено проєкт постанови Кабінету Міністрів «Про перейменування деяких географічних об'єктів». Відповідні дії вчиняються задля виконання положень Закону України «Про засудження та заборону пропаганди російської імперської політики в Україні і деколонізацію топонімії». Серед них запропоновано перейменування станції Краснопереко́пськ на Яни Капу.
17 січня 2025 року постановою Кабінету Міністрів України станцію перейменовано на Яни Капу.